# تسنيم أبو الرب
تسنيم ياسين عبد الرحمن أبو الرب، مواليد 14 نوفمبر 2000م، والمعروفة باسم تسنيم أبو الرب Tasneem Abu-Rob- هي لاعبة كرة قدم أردنية تلعب كلاعب خط وسط في نادي شباب الأردن للسيدات ومنتخب الأردن للسيدات.

## الأهداف الدولية
تظهر قائمة الأهداف والنتائج التي أحرزها الأردن أولاً.
| رقم. | تاريخ          | مكان                                       | الخصم  | نتيجة | نتيجة | مسابقة                                            |
| ---- | -------------- | ------------------------------------------ | ------ | ----- | ----- | ------------------------------------------------- |
| 1.   | 11 نوفمبر 2018 | استاد فيصل الحسيني الدولي ، الرام ، فلسطين | فلسطين | 7 –0  | 7–0   | بطولة آسيا المؤهلة للألعاب الأولمبية للسيدات 2020 |

## روابط خارجية
- تسنيم أبو الرب – سجل منافسات الفيفا
- تسنيم أبو الرب  على سكروي